# العلاقات التشادية الكيريباتية
العلاقات التشادية الكيريباتية هي العلاقات الثنائية التي تجمع بين تشاد وكيريباتي.

## مقارنة بين البلدين
هذه مقارنة عامة ومرجعية للدولتين:
| وجه المقارنة                                              | تشاد                      | كيريباتي                        |
| --------------------------------------------------------- | ------------------------- | ------------------------------- |
| المساحة (كم2)                                             | 1.28 مليون                | 811                             |
| عدد السكان (نسمة)                                         | 15.23 مليون               | 116.40 ألف                      |
| الكثافة السكانية (ن./كم²)                                 | 11.9                      | 14.35 ألف                       |
| العاصمة                                                   | انجمينا                   | جنوب تاراوا                     |
| اللغة الرسمية                                             | لغة فرنسية، اللغة العربية | لغة إنجليزية، اللغة الكيريباتية |
| العملة                                                    | فرنك وسط أفريقي           | دولار كريباتي، دولار أسترالي    |
| الناتج المحلي الإجمالي (بليون دولار)                      | 9.98 مليار                | 196.15 مليون                    |
| الناتج المحلي الإجمالي (تعادل القوة الشرائية) بليون دولار | 30.54 مليار               | 224.26 مليون                    |
| الناتج المحلي الإجمالي الاسمي للفرد دولار أمريكي          | 775                       | 1.42 ألف                        |
| الناتج المحلي الإجمالي للفرد دولار أمريكي                 | 2.18 ألف                  | 1.81 ألف                        |
| مؤشر التنمية البشرية                                      | 0.392                     | 0.590                           |
| رمز المكالمات الدولي                                      | +235                      | +686                            |
| رمز الإنترنت                                              | .td                       | .ki                             |
| المنطقة الزمنية                                           | ت ع م+01:00               |                                 |

## منظمات دولية مشتركة
يشترك البلدان في عضوية مجموعة من المنظمات الدولية، منها:
| علم المنظمة | اسم المنظمة                                 | تاريخ انضمام تشاد | تاريخ انضمام كيريباتي |
| ----------- | ------------------------------------------- | ----------------- | --------------------- |
|             | مجموعة دول أفريقيا والكاريبي والمحيط الهادئ | ?                 | ?                     |
|             | منظمة حظر الأسلحة الكيميائية                | ?                 | ?                     |
|             | الأمم المتحدة                               | 20 سبتمبر 1960    | 14 سبتمبر 1999        |
|             | مؤسسة التمويل الدولية                       | 2 أبريل 1998      | 2 أكتوبر 1986         |
|             | يونسكو                                      | 19 ديسمبر 1960    | 24 أكتوبر 1989        |
|             | مؤسسة التنمية الدولية                       | 7 نوفمبر 1963     | 2 أكتوبر 1986         |
|             | البنك الدولي للإنشاء والتعمير               | 10 يوليو 1963     | 29 سبتمبر 1986        |
|             | الاتحاد البريدي العالمي                     | ?                 | ?                     |
|             | الاتحاد الدولي للاتصالات                    | 25 نوفمبر 1960    | 3 نوفمبر 1986         |